# En kvinde skygges
En kvinde skygges (originaltitel Vertigo) er en amerikansk film fra 1958 instrueret af Alfred Hitchcock. Den er en af Hitchcocks bedst kendte film og bliver jævnligt udråbt til en af filmhistoriens bedste. Filmen var banebrydende med de filmeffekter, der benyttes. Fx optagelserne hvor der zoomes ud og ind på vindeltrapperne. Det er samtidig en klassiker inden for thrillergenren.

## Handling
Filmen handler om politimanden John "Scottie" Ferguson (James Stewart), der efter et uheld udvikler højdeskræk. Han kan derfor ikke længere udføre sit arbejde og går på orlov. Da hans gamle skolekammerat Gavin Elster henvender sig for at få Scottie til at skygge sin kone, som han frygter er selvmordstruet, accepterer han. Men under skygningen af hende bliver han forelsket i hende, og da han redder hende fra at drukne bliver det gensidigt. Men ude på en gammel missionsstation løber hun op i kirketårnet og vil styrte sig ned. På grund af sin højdeskræk når han ikke at redde hende og er ved at gå ned på grund af depression og skyldfølelse. Han møder da en kvinde på gaden, som har en slående lighed med hende. Kvinden viser sig til at være hende, der skulle være død. Det var ikke hende der blev dræbt.

## Baggrund
Filmen bygger på et manuskript af franskmændene Pierre Boileau og Thomas Narcejac. De havde skrevet manuskriptet til Les Diaboliques, som Hitchcock var meget interesseret i at få rettighederne til. Den franske instruktør Henri-Georges Clouzot var dog hurtigere og realiserede filmen i 1955. Hitchcock hyrede derefter forfatterne til at skrive et manuskript kun til ham, og således opstod Vertigo.

## Hitchcock-cameo
I denne film optræder Alfred Hitchkock i en kort sekvens. Han går hurtigt forbi på gaden med en lille taske/musikkasse i hånden.